# موردو ماكليود
موردو ماكليود (بالإنجليزية: Murdo MacLeod)‏ (24 سبتمبر 1958 المملكة المتحدة - ) هو لاعب كرة قدم بريطاني، يلعب كلاعب وسط، شارك في كأس العالم 1990.

## مسيرته الكروية
لعب موردو ماكليود خلال مسيرته الاحترافية مع 5 أندية في ثلاثة وعشرون موسمًا وسجل خلالها 72 هدفًا ضمن 616 مباراة. حيث فاز في ثلاثة مواسم بالكأس وفي أربعة مواسم بالدوري.
خاض موردو ماكليود مسيرته مع نادي دمبرتون في موسم 1975–76 في المرة الأولى ليلعب معه أربعة مواسم ثم في موسم 1993–94 ولمدة موسمين، مشاركًا طوالها في 153 مباراة سجل خلالها 10 أهداف. ثم انتقل إلى نادي سلتيك في موسم 1978–79 ليلعب معه تسعة مواسم، حيث شارك في 281 مباراة سجل خلالها 56 هدفًا. لينتقل بعدها إلى نادي بوروسيا دورتموند للفورميلا في موسم 1987–88 ليلعب معه أربعة مواسم، مشاركًا في 103 مباراة سجل خلالها 4 أهداف. ثم انتقل إلى نادي هيبرنيان في موسم 1990–91 واستمر معه طيلة ثلاثة مواسم، مشاركًا في 78 مباراة سجل خلالها هدفين. هذا وانتقل لاحقًا إلى نادي بارتيك ثيسل في موسم 1995–96 لمدة موسم واحد، مشاركًا في مباراة ولم يسجل أي هدف.

## روابط خارجية
- موردو ماكليود على موقع الاتحاد الدولي (مؤرشف)  (الإنجليزية)
- موردو ماكليود على موقع الاتحاد الإسكتلندي (الإنجليزية)
- موردو ماكليود على موقع قاعدة بيانات كرة القدم.إي يو (الإنجليزية)
- موردو ماكليود على موقع ناشيونال فوتبول تيمز (الإنجليزية)
- موردو ماكليود على موقع Soccerbase.com (لاعب) (الإنجليزية)
- موردو ماكليود على موقع Soccerway.com (الإنجليزية)
- موردو ماكليود على موقع عالم كرة القدم.نت (الإنجليزية)